# Бреев, Борис Тимофеевич
Борис Тимофеевич Бре́ев (ум. 1982) — советский учёный, станкостроитель.

## Биография
Работал в ЭНИМС. Специалист по шлифовальным станкам.
В 1951 году защитил кандидатскую диссертацию по теме «Экспериментальное исследование термодинамических механизмов поперечных (врезных) подач шлифовальных станков для обработки поверхностей вращения».

## Награды и звания
- Сталинская премия третьей степени (1949) — за создание шлифовальных агрегатов